# Jacó Baradeu
Jacó Baradeu (em siríaco: ܝܰܥܩܽܘܒ ܒܽܘܪܕܥܳܝܳܐ; romaniz.: Yaqub Burdʿoyo; em grego clássico: Ίάκωβος βαραΔαῖος; romaniz.: Iákōbos Baradeos; c. 500, Constantina (Tall Mawzalt), Império Romano do Oriente - 578, Edessa, Império Selêucida), também conhecido como Jacó bar Addai ou Jacó bar Teófilo, foi bispo de Edessa de 543/544 até sua morte em 578. Ele é venerado como um santo nas Igrejas Ortodoxas Orientais e sua festa é 31 de julho. Os esforços missionários de Jacó ajudaram a estabelecer a Igreja Ortodoxa Siríaca não-calcedôniana, também conhecida como a Igreja "Jacobita" em homenagem ao seu líder homônimo, e garantiram sua sobrevivência apesar da perseguição.

## Antecedentes
Após o Concílio de Calcedônia em 451, a Igreja no Império Romano do Oriente sofreu uma divisão entre calcedônios, partidários do concílio, também conhecidos como melquitas, e não-calcedônios, também conhecidos como miafisitas, que se opunham ao concílio. Os não-calcedônios perderam apoio político com a ascensão do Imperador Justino I em 518, que posteriormente perseguiu os não-calcedônios. Conseqüentemente, o número de líderes religiosos não-calcedonianos diminuiu e, apesar do amplo apoio que detinham na Síria, Armênia e Egito, o não-calcedonismo enfrentou a extinção.

## Biografia
Jacó nasceu em c. 500 na cidade de Tall Mawzalt, e era filho de Teófilo bar Manu, um sacerdote. Aos dois anos, Jacó foi deixado aos cuidados de Eustácio, abade do Mosteiro de Fsilta, e estudou grego, siríaco e textos religiosos e teológicos. A mãe de Jacó mais tarde retornou ao mosteiro e tentou trazê-lo para casa, no entanto, Jacó se recusou a retornar e declarou sua dedicação a Cristo. Após a morte de seus pais, Jacó doou sua herança aos pobres e alforria vários escravos que havia herdado, aos quais doou a casa de seus pais. Mais tarde, Jacó foi ordenado diácono e sacerdote no mosteiro. Nessa época, Jacó tornou-se conhecido como um milagreiro e as pessoas o procuravam em busca de cura. Vários milagres são atribuídos a Jacó, como a ressurreição dos mortos, a cura dos cegos, a obtenção da chuva e a interrupção do movimento do sol. Ele também tem a reputação de ter terminado o cerco de Edessa, pois Cosroes I foi afligido com uma visão e abandonou o cerco.
A Imperatriz Teodora, uma não-calcedônia, soube de Jacó e o convidou para se encontrar com ela em Constantinopla, no entanto, ele estava relutante em fazê-lo. Em uma visão, Jacó foi instruído a viajar para Constantinopla, e assim, em c. 527, chegou à capital. Teodora recebeu Jacó com honra, porém, ele não se interessou pela vida na corte, e entrou no Mosteiro de Sykai, onde permaneceu por 15 anos. Enquanto em Constantinopla, ele ganhou o favor de Teodora e Al-Harith ibn Jabalah, Rei dos Gassânidas, ambos companheiros não-calcedonianos. Um surto de perseguição de não-calcedonianos realizado por Efraim, Patriarca de Antioquia, estimulou a Imperatriz Teodora e Al-Harith a instar o Papa Teodósio I de Alexandria a consagrar bispos para combater Efraim e garantir a sobrevivência do não-calcedonismo. Assim, Jacó foi consagrado bispo de Edessa pelo Papa Teodósio em Constantinopla em 543/544.
Após sua nomeação episcopal, Jacó viajou para Alexandria, onde ele, com dois bispos não-calcedonianos, consagrou Conão como bispo de Tarso e Eugênio como bispo de Selêucia. Ele então começou a consagrar clérigos não-calcedônios em toda a Mesopotâmia, Anatólia, Síria, Palestina e Egito. Nessa época, por meio de seu trabalho missionário, Jacó pretendia restaurar o não-calcedonismo como a posição oficial da Igreja no Império Romano do Oriente. O Governo romano tentou impedir o reavivamento não-calcedônio e aprisiona Jacó, no entanto, em suas viagens ele usava um disfarce e assim ficou conhecido como Burde'ana, "homem em roupas esfarrapadas", do qual o apelido "Baradaeus" é derivado. Jacó ordenou Sérgio bar Karya como bispo de Harã e Sérgio de Tela como Patriarca de Antioquia em 544. Após a morte de Sérgio de Tella em 547, com Eugênio, Jacó ordenou Paulo como Patriarca de Antioquia em 550. Diferenças entre Jacó e Eugênio e Conão surgiram mais tarde e Jacó anatematizou o par por sua adesão ao triteísmo, e eles anatematizaram Jacó pela acusação de adesão ao sabelianismo.
Em 553, o Imperador Justiniano I convocou o Segundo Concílio de Constantinopla em uma tentativa de unir calcedônios e não-calcedônios. No entanto, o concílio não convenceu os sírios não-calcedônios, e Jacó começou a formar uma Igreja separada, não-calcedônia, que mais tarde se tornaria a Igreja Ortodoxa Siríaca. Jacó ordenou João de Éfeso como bispo de Éfeso em 558. Em 559, Jacó consagrou Ahudemmeh como Metropolita do Oriente. Em 566, Jacó participou de discussões realizadas pelo Imperador Justino II em Constantinopla entre calcedônios e não-calcedônios com o objetivo de um compromisso entre as duas facções. No final das discussões em 567, Justino emitiu um decreto que foi acordado por todos os presentes, no entanto, o decreto foi rejeitado por um concílio não-calcedoniano em Raqqa. Mais tarde, em 571, Jacó Baradaeus e outros bispos não-calcedônios deram sua aprovação a um decreto de união com a Igreja calcedônia, pois ambos concordavam que mantinham as mesmas crenças, mas as expressavam de maneira diferente. Jacó e os outros bispos posteriormente aceitaram a comunhão de João Escolástico, Patriarca Ecumênico de Constantinopla. Isso irritou muitos não-calcedonianos, no entanto, e os bispos retiraram sua aprovação do edito.
Sem o conhecimento de Jacó, Paulo, Patriarca de Antioquia, e vários outros bispos não-calcedonianos, haviam sido torturados pelo Governo romano e relutantemente concordaram em aderir ao calcedonismo. Jacó consequentemente proibiu Paulo de receber a comunhão e Paulo se refugiou no Reino dos Gassânidas. Três anos depois, Paulo foi levado perante um sínodo não-calcedônio e Jacó o restaurou à comunhão para sua penitência. Isso irritou os não-calcedônios egípcios e, em 576, o Papa Pedro IV de Alexandria depôs Paulo como Patriarca de Antioquia, contrariamente ao direito canônico. Jacó denunciou Pedro. No entanto, em um esforço para reunir os não-calcedônios, ele viajou para Alexandria e concordou em dar seu consentimento ao depoimento de Paulo com a condição de que ele não fosse excomungado, restaurando assim as boas relações entre os não-calcedônios sírios e egípcios. No entanto, no retorno de Jacó à Síria, muitos sírios não-calcedonianos expressaram raiva pelo compromisso e a violência eclodiu entre os partidários de Jacó e Paulo. O Rei Almondir III ibne Alharite, sucessor de Alharite, e Paulo tentaram discutir o conflito com Jacó, no entanto, ele se recusou a buscar outro compromisso.
Jacó, com vários outros bispos, deixou a Síria abruptamente com a intenção de viajar para Alexandria. No caminho, Jacó e seu grupo pararam no Mosteiro de São Romano em Maiúma, onde adoeceram e Jacó morreu em 30 de julho de 578. De acordo com Ciríaco, bispo de Mardin, os restos mortais de Jacó foram mantidos no Mosteiro de São Romano até serem transferidos para o Mosteiro de Fsilta em 622.